# Вечерни игри на хълма Сванинг
„Вечерни игри на хълма Сванинг“ (на датски: Aftenleg i Svanninge Bakker) е картина на датския художник Фриц Сайберг от 1900 г.
Картината е нарисувана с маслени бои върху платно и е с размери 230 x 174 cm. Представлява монументална живопис, където убедително и чувствително се преплитат пейзаж и простор и съчетава контраста между светлината на небето и тъмните силуети на хълмистия пейзаж. Представено е залязващото слънце, фините индигово виолетови вечерни облаци и интензивно синьото и розово небе. В пейзажа се забелязва „мълчание“ и полумрак, което се подчертава от движението на облаците на светлината на вечерното небе. Романтичният здрач и вълнообразното небе символизират младостта, еротика и младата любов. Младите хора са представени извън ежедневната си дейност и участват в ежегоден обичай на открито. Те танцуват и играят, като единствената музика е от тяхното пеене.
Картината е част от колекцията на музея във Фоборг, Дания.